# Milan Horák
Milan M. Horák (* 21. srpen 1968 Praha) je kněz Obce křesťanů s farářskou odpovědností za sbory v Praze a v Pardubicích. Vyučuje též na Waldorfském lyceu v Praze a na kněžských seminářích Obce křesťanů ve Stuttgartu a Hamburku. (Prostřední iniciála znamená křestní jméno Michael, které nemá uvedeno v osobních dokladech.) Od 15. června 2009 je předsedou Synody Obce křesťanů a tím jedním ze dvou statutárních zástupců Obce křesťanů v ČR.

## Biografie
Vystudoval teoretickou kybernetiku na Matematicko-fyzikální fakultě Univerzity Karlovy (magistr 1991) a kněžský seminář Obce křesťanů ve Stuttgartu. Po celý rok 1990 byl členem prvního Akademického senátu UK (do 9. 3. 1990 Akademické rady). V květnu 1990 byl zvolen prvním králem pražského studentského majálesu od šedesátých let. Korunu převzal z rukou svého předchůdce básníka Allena Ginsberga.
Po praktikách jako pečovatel o duševně postižené v Německu přijal v květnu 1997 kněžské svěcení. Tři roky byl farářem v jihoněmeckém Überlingen, od července 2000 působí v ČR. Roku 1995 se oženil, manželka pochází z Estonska; mají tři děti (1996, 1999 a 2002). V 90. letech vystřídal řadu krátkodobých zaměstnání, mj. jako překladatel, čemuž se příležitostně věnuje i nadále.
Milan M. Horák je dále předsedou Ekumenické akademie Praha, šéfredaktorem čtvrtletníku Obce křesťanů Okruh a střed, členem výboru Ekologické sekce České křesťanské akademie a od roku 2004 předsedou Česko-estonského klubu.
Dlouhodobě také učí na Waldorfském lyceu Praha informatiku a religionistiku.
Publikuje řadu článků v časopisech Okruh a střed, VTM Science, Český bratr, Člověk a výchova, Die Christengemeinschaft, Regenerace, Hvězda naděje a dalších. V roce 2007 se v denním tisku vyslovil proti Kaplického návrhu nové budovy Národní knihovny, která měla být postavena v sousedství domu Obce křesťanů na Letné.
V internetových diskusích (Okoun.cz) vystupuje mj. pod svou přezdívkou z dětství Šnek.